# 1919 في الجزائر
الأحداث من عام  1919 في الجزائر.

## الأحداث
- 30 نوفمبر – إجراء الانتخابات المحلية الجزائرية – أول انتخابات تعددية في المجالس الشعبية البلدية يشارك فيها الجزائريون المسلمون تحت سلطة الاحتلال الفرنسي للجزائر تم إجراؤها خلال دورين انتخابيين
- نهاية مقاومة التوارق التي بدأت عام 1916 في تاغيت، الهقار، جانت، ميزاب، ورقلة، بقيادة الشيخ أمود.

## المواليد
- 23 يونيو – محمد بوضياف – لقب بالسي الطيب الوطني وهو اللقب الذي أطلق عليه خلال الثورة الجزائرية، يعد أحد كبار رموز الثورة الجزائرية وقادتها والرئيس الرابع للدولة الجزائرية.
- 24 مايو – علي بومنجل – كان مناضلاً ومحاميًا جزائريًا.
- 19جانفي –أعمر اوعمران –كان مناضلا وثوريا في ثورة التحرير الوطنية قاد الولاية الرابعة خلفا لرابح بيطاط